# Paço de Santa Cruz (Santiago de Compostela)
O Paço ou Palácio de Santa Cruz (em galego e castelhano: Pazo de Santa Cruz) é uma casa solarenga do início do século XIX situada no centro histórico de Santiago de Compostela, Galiza, Espanha, na Rua Nova. 
Obra do arquiteto Fernando Domínguez y Romay, a fachada, de três pisos, é sóbria, sobretudo no rés de chão, onde a decoração é feita pela elegância discreta do almofadado de granito. No primeiro andar a decoração é um pouco menos discreta, manifestando-se no ferro forjado esmeradamente trabalhado das varandas e no escudo do Marquês de Santa Cruz, situado debaixo do frontão triangular da cornija. O classicismo do edifício distingue-o de outro estilo compostelano: o barroco presente em muitos monumentos de Santiago.